# Grewia myriantha
Grewia myriantha är en malvaväxtart som beskrevs av Arthur Wallis Exell och Mendonca. Grewia myriantha ingår i släktet Grewia och familjen malvaväxter. Inga underarter finns listade i Catalogue of Life.